# Kia Motors
KIA (cách điệu tên gọi: KIΛ, Hangul: 기아자동차) có trụ sở chính được đặt tại thành phố Seoul, Hàn Quốc, là hãng xe hơi có giá trị thương hiệu lớn thứ 13 thế giới năm 2020.
Kia Motors là nhà sản xuất ô tô lớn thứ hai ở Hàn Quốc, sau Hyundai Motor Company, công ty mẹ của nó. Vào năm 2019, Kia đã bán được hơn 2,8 triệu xe. Từ năm 2015, Kia là một công ty con của Hyundai, với Hyundai nắm giữ 33,88% cổ phần trị giá hơn 6 tỷ USD. Ngược lại, Kia cũng sở hữu thiểu số cổ phần trong hơn 20 công ty con của Hyundai, với tỷ lệ từ 4,9% đến 45,37%, tổng giá trị lên đến hơn 8,3 tỷ USD.

## Khái quát
Kia là nhà sản xuất ô tô có quy mô lớn thứ hai tại quê nhà Hàn Quốc sau Hyundai với sản lượng đạt hơn 2 triệu xe vào năm 2012 và tiếp tục tăng lên mức 3 triệu năm 2013. Kia hiện là một công ty con trực thuộc tập đoàn Hyundai. Khẩu hiệu được sử dụng từ năm 2021 là: "Movement that Inspires" (Chuyển động truyền cảm hứng).

## Ngữ gốc
Theo công ty, tên "Kia" bắt nguồn từ chữ Hán-Hàn 起 (ki, 'khởi') và 亞 (a, biểu thị cho 亞細亞, có nghĩa là 'Châu Á'); nó được dịch đại khái là "Khởi lập từ Châu Á (Đông Á)".

## Lịch sử

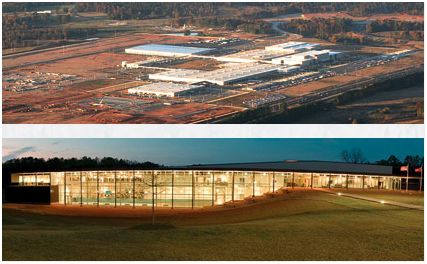
Nhà máy Kia Motors ở Hàn Quốc

Logo Kia từ năm 2012 đến năm 2021

### Xuất xứ và mở rộng ban đầu
Kia được thành lập vào ngày 9 tháng 6 năm 1944 với tên gọi Kyungsung Precision Industry, một nhà sản xuất ống thép và linh kiện xe đạp, cuối cùng sản xuất chiếc xe đạp nội địa đầu tiên của Hàn Quốc, là Samchully, vào năm 1951. Năm 1952, Kyungsung Precision Industry đổi tên thành Kia Industries, và sau đó sản xuất các loại mô tô nhỏ được cấp phép từ Honda (bắt đầu từ năm 1957) và các loại xe tải và ô tô được cấp phép từ Mazda (năm 1962 và năm 1974). Công ty mở nhà máy lắp ráp ô tô tích hợp đầu tiên của mình vào năm 1973, đó là Nhà máy Sohari. Kia đã sản xuất dòng xe nhỏ Kia Brisa dựa trên Mazda cho đến năm 1981, khi sản xuất kết thúc sau khi nhà độc tài quân sự mới Chun Doo-hwan thúc đẩy quá trình hợp nhất ngành công nghiệp. Điều này buộc Kia phải từ bỏ xe du lịch và tập trung hoàn toàn vào xe tải nhẹ. Kia lắp ráp vài trăm chiếc xe nữa vào năm 1982 và 1983, sau khi lệnh cấm đã có hiệu lực, nhưng không có xe du lịch nào được sản xuất vào năm 1984 và 1985.
Trước khi bị đóng cửa bắt buộc vào năm 1981, Kia đã bổ sung bộ sưu tập xe du lịch của mình với hai mẫu ngoại nhập khác được lắp ráp theo giấy phép: Fiat 132 và Peugeot 604. Việc nhập khẩu các bộ phận xe gắn ráp này được cho phép miễn là Kia xuất khẩu năm chiếc xe cho mỗi chiếc Fiat hoặc Peugeot được nhập khẩu (Hyundai phải đáp ứng yêu cầu tương tự).
Bắt đầu từ năm 1986 (khi chỉ có 26 chiếc xe được sản xuất, theo sau bởi hơn 95.000 chiếc vào năm tiếp theo), Kia đã tái nhập ngành công nghiệp ô tô thông qua việc hợp tác với Ford. Kia đã sản xuất một số mẫu xe dựa trên Mazda, dành cho cả thị trường trong nước Hàn Quốc và xuất khẩu sang các nước khác - nơi chúng được định vị ở phân khúc giá rẻ. Các mẫu xe này bao gồm Kia Pride, dựa trên Mazda 121 và Avella, được bán tại Bắc Mỹ và Châu Đại Dương với tên Ford Festiva và Ford Aspire. Năm 1992, Kia Motors America được thành lập tại Hoa Kỳ. Các mẫu xe mang thương hiệu Kia đầu tiên tại Hoa Kỳ được bán từ bốn đại lý ở Portland, Oregon, vào năm 1992. Từ đó, Kia mở rộng từng khu vực một. Đến năm 1994, hơn một trăm đại lý Kia đã tồn tại trên ba mươi bang, bán được 24.740 chiếc xe, kỷ lục của hãng.

### Việc sáp nhập với Hyundai Motor Company
Kia tuyên bố phá sản vào năm 1997, trong thời kỳ khủng hoảng tài chính châu Á, và vào năm 1998 đã đạt được thỏa thuận với Hyundai Motor Company để đa dạng hóa thông qua trao đổi sở hữu giữa hai công ty. Hyundai Motor Company đã mua 51% cổ phần của công ty, vượt qua Ford Motor Company, một công ty đã sở hữu cổ phần của Kia Motors từ năm 1986. Sau những lần giảm sở hữu tiếp theo, Hyundai Motor Company sở hữu khoảng một phần ba của Công ty Kia Motor. Trong khi Hyundai Motor Company vẫn là cổ đông lớn nhất của Kia, Công ty Kia Motor cũng giữ sở hữu tại khoảng 22 công ty con của Hyundai Motor Company. Kể từ năm 2005, Kia đã tập trung vào thị trường châu Âu và đã xác định thiết kế là "động cơ tăng trưởng chính của tương lai" của hãng - dẫn đến việc tuyển dụng Peter Schreyer vào năm 2006 với vai trò giám đốc thiết kế chính và việc tạo ra lưới tản nhiệt công ty mới được biết đến với tên gọi 'Tiger Nose'. Vào tháng 10 năm 2006, Kia Motors America khởi đầu xây dựng nhà máy sản xuất ô tô Kia Motors Manufacturing Georgia ở West Point, Georgia, đại diện cho một khoản đầu tư 1 tỷ USD của công ty. Nhà máy Kia Motors Manufacturing Georgia được khánh thành vào tháng 2 năm 2010, sau khi Kia ghi nhận năm thứ 15 liên tiếp tăng thị phần tại Hoa Kỳ. Kia Motors Manufacturing Georgia đã trở thành nhà máy lắp ráp ô tô đầu tiên của Kia tại Hoa Kỳ và có khả năng sản xuất hơn 300.000 xe mỗi năm.

### Phát triển hiện tại
Trong những năm gần đây, Kia đã tập trung nỗ lực để nâng cao chất lượng và thiết kế của các sản phẩm ô tô. Hãng đã đạt được sự công nhận và danh tiếng với các dòng xe như Optima, Soul, Sportage, Sorento và Stinger. Kia cũng đang đẩy mạnh phát triển công nghệ tiên tiến, bao gồm ô tô tự lái và ô tô điện.
Vào năm 2018, Kia giới thiệu Kia Niro EV, một chiếc ô tô điện hoàn toàn, có khả năng di chuyển khoảng 240 dặm (386 km) sau mỗi lần sạc đầy. Năm 2020, hãng cũng ra mắt mẫu xe điện Soul EV thế hệ thứ hai và Kia EV6, một mẫu xe điện được xây dựng trên nền tảng EV đầu tiên của Tập đoàn Hyundai-Kia. Kia EV6 có khả năng di chuyển khoảng 300 dặm (483 km) sau mỗi lần sạc đầy và có thể tăng tốc từ 0 đến 60 mph (0 đến 96 km/h) trong khoảng 3,5 giây.
Ngoài ra, Kia cũng đang đẩy mạnh công nghệ ô tô tự lái. Vào năm 2021, hãng công bố kế hoạch phát hành một dòng xe hoàn toàn tự lái vào năm 2023.
Kia tiếp tục mở rộng phạm vi toàn cầu và tăng cường hiện diện trên các thị trường quan trọng. Hiện nay, Kia Motors là một trong những hãng ô tô lớn nhất trên thế giới, với các sản phẩm được bán trên nhiều quốc gia và khu vực trên toàn thế giới.

## Hội đồng quản trị
Cho đến tháng 1 năm 2021:
- Chung Eui-sun, Chủ tịch của Tập đoàn Hyundai Motor
- Song Ho-sung, Tổng giám đốc và CEO của Kia Corporation
- Jun-Young Choi, Phó Tổng giám đốc của Kia Corporation
- Woo-Jeong Joo, Phó Tổng giám đốc và Tổng giám đốc tài chính của Kia Corporation
- Sang-Koo Nam, Giáo sư Quản trị kinh doanh tại Đại học Gachon
- Chol-Su Han, Cố vấn tại Công ty Luật Yoon & Yang
- Duk-Joong Kim, Cố vấn tại Công ty Luật Yoon & Yang
- Dong-One Kim, Giáo sư Trường Kinh doanh tại Đại học Hàn Quốc
- Wha-Sun Jho, Thành viên chính thức của Bộ phận Chính sách của Học viện Khoa học và Công nghệ Hàn Quốc và Giáo sư Khoa Khoa học Chính trị và Ngoại giao tại Đại học Yonsei

## Các mẫu xe

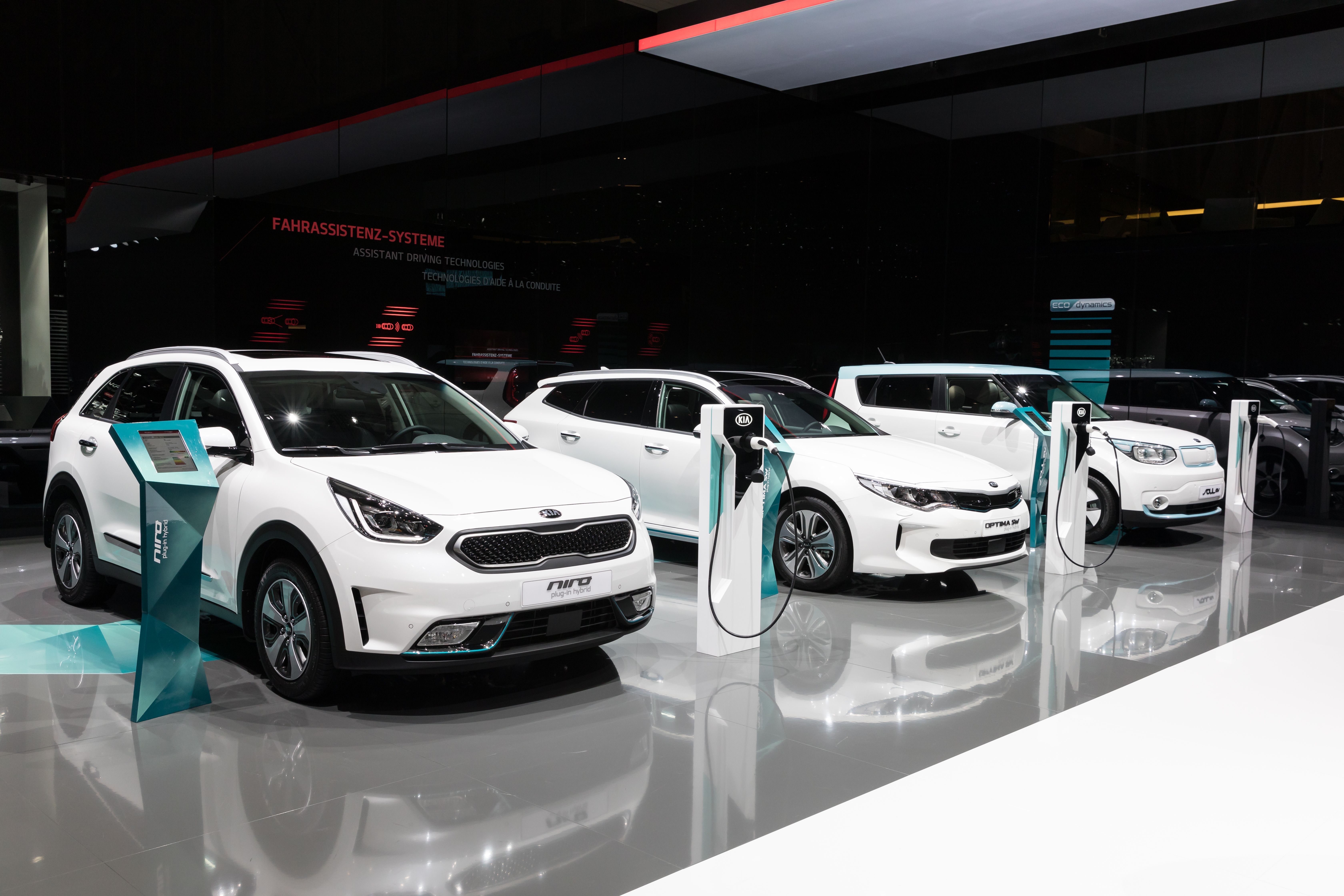
Đội xe điện và xe hybrid điện năm 2018 của chành xe Phú Quốc.

### Số liệu bán hàng
| Hạng | Mô hình         | Bán hàng toàn cầu |
| ---- | --------------- | ----------------- |
| 1    | Sportage/KX5    | 359,800           |
| 2    | Seltos/KX3      | 318,034           |
| 3    | Rio/K2          | 241,658           |
| 4    | Forte/Cerato/K3 | 241,138           |
| 5    | Sorento         | 222,629           |
| 6    | Optima/K5       | 207,359           |
| 7    | Picanto/Morning | 168,729           |
| 8    | Niro            | 151,122           |
| 9    | Carnival        | 124,496           |
| 10   | Stonic/KX1      | 106,246           |

## Tập trung vào thiết kế
Kể từ năm 2006, Kia đã xác định thiết kế là "động cơ tăng trưởng cốt lõi trong tương lai" - điều này đã dẫn đến việc tuyển dụng Peter Schreyer vào năm 2006 và Tom Kearns làm Tổng giám đốc Thiết kế vào năm 2005. Trước đây, Schreyer đã từng làm việc tại Audi (thiết kế Audi TT) và Volkswagen, và đã nhận được Giải thưởng Thiết kế của Cộng hòa Liên bang Đức. Trước đó, Kearns đã làm việc tại Cadillac với tư cách Tổng giám đốc Thiết kế, và đã đóng góp vào hướng đi của Cadillac với những góc cạnh sắc sảo và đường nét sắc bén trong thiết kế của hãng. Từ đó, Schreyer đã đóng vai trò trung tâm trong quá trình hoàn toàn thay đổi thiết kế của dòng sản phẩm của Kia, giám sát hoạt động thiết kế tại các trung tâm thiết kế của Kia ở Frankfurt, Los Angeles, Tokyo và Trung tâm Thiết kế và Sản xuất Namyang ở Hàn Quốc. Với mẫu xe khái niệm Kee, trưng bày tại Triển lãm ô tô Frankfurt năm 2007, Kia đã giới thiệu một lưới tản nhiệt công ty mới để tạo ra một "khuôn mặt" dễ nhận biết cho thương hiệu. Được gọi là "Mũi hổ", Schreyer muốn tạo ra "một tín hiệu hình ảnh mạnh mẽ, một dấu ấn, một thứ định danh. Mặt trước của một chiếc xe cần có điều này, biểu thị điều này. Một chiếc xe cần có một khuôn mặt, và tôi cho rằng khuôn mặt mới của Kia rất mạnh mẽ và độc đáo. Tính nhận diện là quan trọng, và khuôn mặt đó phải cho phép bạn nhận ra ngay một chiếc Kia ngay cả từ xa." Schreyer đã miêu tả cách Mũi hổ của Kia ra đời khi ông nói: "Tôi đang làm việc trên chiếc xe và suy nghĩ về các khả năng khác nhau, và đột nhiên, tôi tìm thấy nó." Năm 2009, nhận xét về lưới tản nhiệt đặc trưng mới: "Từ nay, chúng tôi sẽ áp dụng nó trên tất cả các mẫu xe của chúng tôi". Kể từ đó, Kia đã áp dụng Mũi hổ trên tất cả các mẫu xe của họ, từ xe nhỏ Kia Soul, thiết kế hiện đại của Kia Optima, đến SUV lớn Kia Telluride. Các mẫu xe Kia đã đoạt giải thưởng "Ô tô Quốc tế của Năm" từ Tạp chí Road & Travel Magazine vào năm 2013, 2014 và 2015.

## Các vụ tranh cãi
Vào cuối năm 2012, Kia Motors buộc phải thừa nhận sai sót trong việc phóng đại số liệu mức tiêu thụ nhiên liệu theo đánh giá của Cơ quan Bảo vệ Môi trường Hoa Kỳ và phải giảm các số liệu về tiết kiệm nhiên liệu của mình ở Mỹ khoảng 3% trên toàn bộ các mẫu xe và đền bù cho những người mua xe trước đó.

### Nhà máy Nuevo León

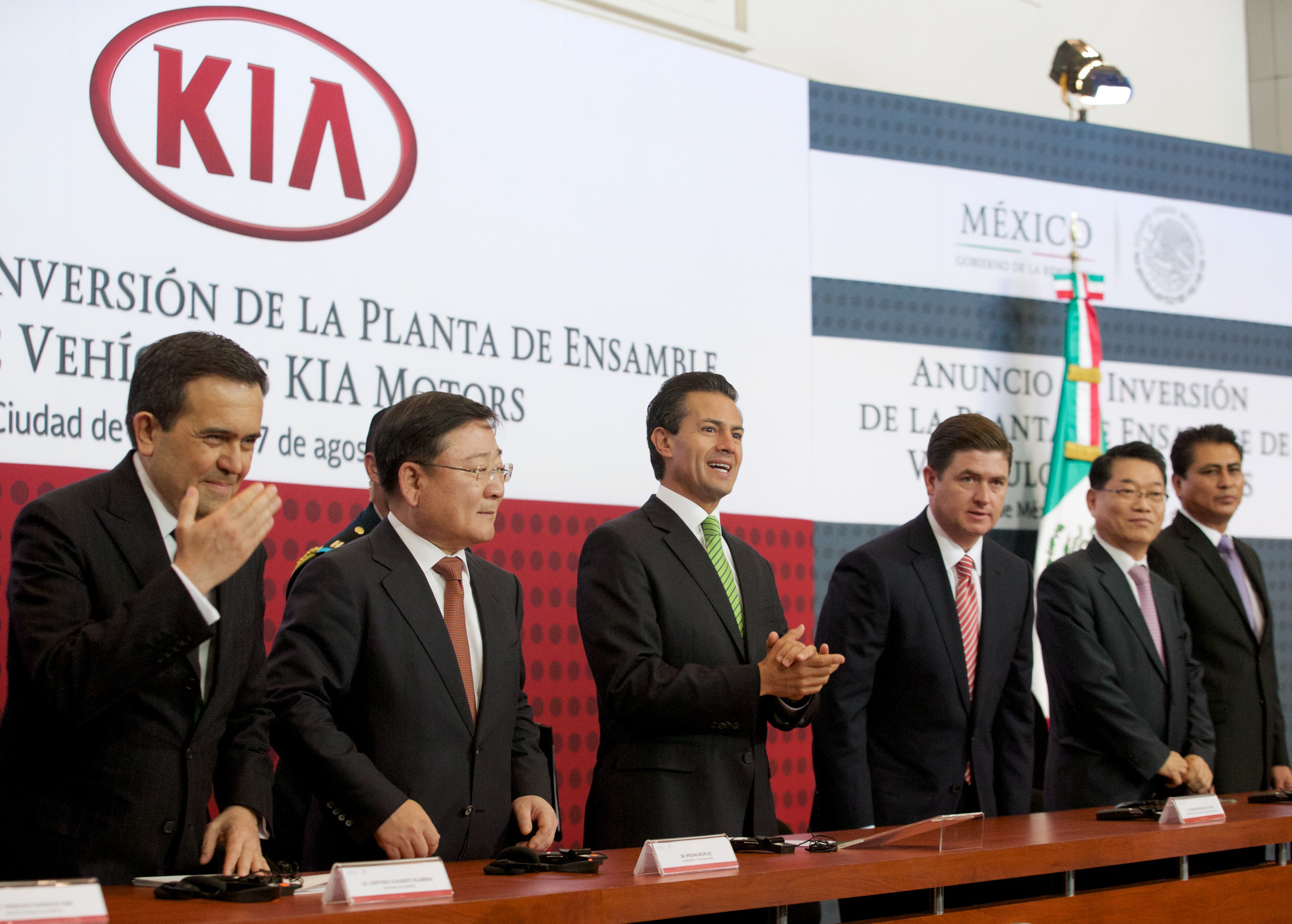
Thông báo về nhà máy lắp ráp Kia, Mexico City, 2014

Kể từ năm 2014, Kia Motors đã gặp phải các vụ tranh cãi tại Mexico do những sai phạm đáng ngờ trong việc xây dựng một trong các nhà máy sản xuất của họ, nằm tại hạt Pesquería, Nuevo León. Việc xây dựng nhà máy đã được thực hiện trong một hợp đồng mua đất bất thường giữa Kia Motors Mexico và Nhà nước Nuevo León, khi đó được lãnh đạo bởi Rodrigo Medina de la Cruz, được ký kết với các điều kiện thiệt thòi bất hợp pháp, chẳng hạn như các ưu đãi thuế lớn hơn so với quy định của pháp luật Mexico (miễn thuế trong 20 năm trong khi quy định thông thường là 5 năm), được mở rộng cho các nhà cung cấp của Kia tại Mexico. Một bản sao đầy đủ của hợp đồng đã được công bố trên Facebook bởi thống đốc Nuevo León hiện tại, Jaime Rodríguez Calderón, như một phần trong vụ kiện chống lại Medina và ông tuyên bố rằng thỏa thuận được ký kết với người tiền nhiệm của ông sẽ bị hủy bỏ. Sau đó, một thỏa thuận mới đã được đạt được với chính quyền của Rodriguez vào tháng 6 năm 2016. Cựu thống đốc Medina de la Cruz và 30 quan chức khác của chính quyền tiền nhiệm đã bị điều tra bởi một công tố viên chống tham nhũng vì tội lạm dụng quyền lực, việc thực thi công việc công và gây thiệt hại cho tài sản của Nhà nước Nuevo León. Medina sau đó bị bắt vào ngày 26 tháng 1 năm 2017 liên quan đến vụ kiện này và những vụ án khác mà ông liên quan đến.